# Tour de Flandes 1948
El Tour de Flandes 1948, la 32.ª edición de esta clásica ciclista belga. Se disputó el 18 de abril de 1948.
El ganador fue el belga Briek Schotte, que se impuso al esprint en la llegada a Wetteren a sus tres compañeros de fuga. Los también belgas Albert Ramon y Marcel Rijckaert acabaron segundo y tercero respectivamente. 

## Clasificación General
| Posición | Ciclista               | Equipo              | Tiempo     |
| -------- | ---------------------- | ------------------- | ---------- |
| 1        | Briek Schotte          | Alcyon-Dunlop       | 7h 05' 00" |
| 2        | Albert Ramon           | Arliguie-Hutchinson | m. t.      |
| 3        | Marcel Rijckaert       | Mercier-Hutchinson  | m. t.      |
| 4        | Raymond Impanis        | Alcyon-Dunlop       | m. t.      |
| 5        | Gerard Buyl            | Carrara-Dunlop      | + 15"      |
| 6        | Cor Bakker             | Vege                | + 15"      |
| 7        | Maurice Dewannemaecker | Rochet-Dunlop       | + 15"      |
| 8        | Camille Beeckman       | Rochet-Dunlop       | + 30"      |
| 9        | Arie Vooren            | Vege                | + 30"      |
| 10       | Rik Renders            | Garin-Wolber        | + 30"      |